# (3090) Tjossem
(3090) Tjossem est un astéroïde de la ceinture principale.

## Description
(3090) Tjossem est un astéroïde de la ceinture principale. Il fut découvert le 4 janvier 1982 à Palomar par James B. Gibson. Il présente une orbite caractérisée par un demi-grand axe de 3,17 UA, une excentricité de 0,08 et une inclinaison de 9,6° par rapport à l'écliptique.

## Compléments